# جامعة بكين للدراسات الأجنبية
جامعة بكين للدراسات الأجنبية (بالصينية: 北京外国语大学) (اختصاراً: BFSU) هي جامعة حكومية في بكين، وتتخصص في التعليم العالي للغات. تتبع مباشرة لوزارة التعليم في جمهورية الصين الشعبية.